# Jean-Baptiste de Foucauld
Pour les articles homonymes, voir Foucauld.
 (mai 2022).
Jean-Baptiste de Foucauld, né le 19 janvier 1943, est un haut fonctionnaire français qui fut commissaire au Plan. Fondateur et président d'associations, il est notamment spécialiste des questions d'emploi.

## Biographie

### Jeunesse et études
Jean-Baptiste de Foucault étudie à l'Institut d'études politiques de Paris et à l'École nationale d'administration.

### Parcours professionnel
Jean-Baptiste de Foucauld intègre la direction du Trésor du ministère des Finances en 1969, aux côtés de Jean Fontourcy et Daniel Lebègue .
Il rejoint ensuite l'inspection des finances. Sous le gouvernement Mauroy, il fait partie du cabinet du ministre de l'Économie et des Finances Jacques Delors, dont il est proche, et dont il partage la sensibilité politique de chrétien de gauche. De 1992 à 1995, il est commissaire au Plan.
Il est chargé de plusieurs rapports publics, dont un rapport sur l'épargne salariale publié en 2000. Ancien membre du conseil d'orientation des retraites, du conseil d’administration de la CNAV et de Pôle emploi, il est actuellement membre du conseil d'orientation pour l'emploi, du conseil national de l'information statistique, et président de l’Institut des métiers de France de France Télécom.

### Engagement associatif
Jean-Baptiste de Foucauld participe aux travaux du club de Jacques Delors Échanges et projets, lieu de réflexion important de la deuxième gauche dans les années 1970. Il est plus tard, à la tête de ce club, un des successeurs de Delors qui parle de lui comme d'un « indispensable meneur d'hommes et promoteur d'idées ».
Il participe à la fondation en 1985 de l'association Solidarités nouvelles face au chômage, dont il est président de 1985 à 2009. Il en est actuellement l'administrateur.
En 1993 il inspire la création de l'association Démocratie & Spiritualité, qu'il préside de 2000 à 2019, et dont il reste président d'honneur. À ce titre, il est aussi l’un des principaux inspirateurs et porte-parole du Pacte civique lancé par des organisations de la société civile le 14 mai 2011.
Il est membre du comité de parrainage de la Coordination pour l'éducation à la non-violence et à la paix. 
Il est aussi, depuis mai 2011, président de l'Association des Amis de Pontigny-Cerisy (dont le centre culturel international de Cerisy-la-Salle est le moyen d'action).

## Idées
Jean-Baptiste de Foucauld est à l'origine de la notion d'abondance frugale, qui cherche à conjuguer sobriété, justice et créativité.

## Ouvrages publiés

### Ouvrages portant notamment sur la crise contemporaine du lien social
- La révolution du temps choisi, ouvrage collectif du club Échanges et projets, avec Laurence Cossé, Albin Michel, 1980
- La fin du social-colbertisme, éd. P. Belfond, 1991
- Justice sociale et inégalités (dir., avec Joëlle Affichard), éd. Esprit, 1992
- Une société en quête de sens (avec Denis Piveteau), Odile Jacob, Paris, 1995
- Pluralisme et équité : la justice sociale dans les démocraties, Paris, éd. Esprit, 1995
- Les trois cultures du développement humain, Odile Jacob, Paris, 2002
- Le chômage, à qui la faute ?, en collab., Éditions de l'Atelier, Paris, 2005
- Être sage, est-ce bien sage ?, en collab., Éditions de l'Atelier, Paris, 2008
- Emploi, chômage, précarité : mieux mesurer pour mieux débattre et mieux agir (directeur de publication), Paris, Conseil national de l'information statistique, 2008
- L’abondance frugale, pour une nouvelle solidarité, Odile Jacob, Paris, 2010

### Principaux rapports publics
- Rapport sur l'amélioration de la vie quotidienne des demandeurs d'emploi, 146 propositions pour faciliter le retour à l'emploi (directeur de publication), rapport au Ministre du travail, de l'emploi et de la formation professionnelle et au Secrétaire d'État auprès du Premier Ministre chargé de l'Action humanitaire, Paris, La Documentation française, 1989
- La France et l'Europe d'ici 2010 (directeur de publication), Commissariat général du plan, Paris, la Documentation française, 1993
- Prospective internationale: intégration ou nouvelles scissions ?, Commissariat général du Plan, 1993
- Le financement de la protection sociale, La Documentation française, 1995
- Pour une Europe des droits civiques et sociaux, rapport du Comité des sages... (rapporteur), Luxembourg, Office des publications officielles des Communautés européennes, 1996
- L'épargne salariale au cœur du contrat social (avec Jean-Pierre Balligand), La Documentation française, 2000
- Pour une autonomie responsable et solidaire, rapport au Premier ministre, Paris, la Documentation française, 2002

### Autres publications
- Préfaces, postfaces, colloques, contributions et articles divers
- La France en prospectives, Paris, O. Jacob, 1996

## Décorations
- Officier de la Légion d'honneur (2002)[8]
- Commandeur de l'ordre national du Mérite (2012)[9]